# ザムトゲマインデ・アペンゼン
ザムトゲマインデ・アペンゼン (ドイツ語: Samtgemeinde Apensen) は、ドイツ連邦共和国ニーダーザクセン州シュターデ郡に属すザムトゲマインデ（集合自治体）である。このザムトゲマインデでは3町村が行政業務を共同で処理している。

## 地理

### 構成町村
このザムトゲマインデはアペンゼン、ベックドルフ、ザウエンジークの3町村からなる。

## 歴史
ザムトゲマインデ・アペンゼンは1997年にシュターデ郡の自治体で初めて新たな自治体構造を適用され、選任のザムトゲマインデ長 (Samtgemeindebürgermeister) を選出した。

## 行政

### 議会
ザムトゲマインデの議会は21議席からなる。議員の他に専任のザムトゲマインデ長も議会に出席する。

### 紋章
赤地。左から右に（向かって右から左に）突き出した甲冑をつけた腕。金のグリップが付いた剣を真っ直ぐに握っている。

### 姉妹自治体
- プロエルメル（フランス、モルビアン県）1973年から姉妹自治体となったが、1980年に両自治体は公式に協定に調印した。

## 経済と社会資本

### 教育
アペンゼンには基礎課程学校と2001年に開校した新しい学校センター（本課程・実科学校）がある。アペンゼン基礎課程学校はベックドルフに分校を有している。ヴィーゲルゼン（ザウエンジーク町内）には本ザムトゲマインデ南部を学区とする基礎課程学校がある。ギムナジウムに進学する生徒はブクステフーデのブクステフーデ南ギムナジウムまたはハルゼフェルト・ギムナジウムに通う。

### 地元企業
アペンゼンで最も有名な企業はアイスベア・アイス社である。

## 引用
1. ↑  Landesamt für Statistik Niedersachsen, LSN-Online Regionaldatenbank, Tabelle A100001G: Fortschreibung des Bevölkerungsstandes, Stand 31. Dezember 2023